# Hempstead (Essex)
Hempstead – wieś i civil parish w Anglii, w hrabstwie Essex, w dystrykcie Uttlesford. Leży 32 km na północ od miasta Chelmsford i 67 km na północny wschód od Londynu. W 2011 roku civil parish liczyła 451 mieszkańców. Hempstead jest wspomniana w Domesday Book (1086) jako Hansteda.